# Poemenesperus dobraei
Poemenesperus dobraei es una especie de escarabajo longicornio del género Poemenesperus, tribu Tragocephalini, subfamilia Lamiinae. Fue descrita científicamente por Waterhouse en 1881.
Se distribuye por Camerún, Gabón, República Democrática del Congo y el Congo. Mide aproximadamente 13-18 milímetros de longitud. El período de vuelo ocurre en el mes de octubre.